# Нектаринка чорна
Нектари́нка чорна (Leptocoma aspasia) — вид горобцеподібних птахів родини нектаркових (Nectariniidae). Мешкає в Індонезії і Папуа Новій Гвінеї. Виділяють низку підвидів.

## Підвиди
Виділяють 21 підвид:
- L. a. talautensis (Meyer, AB & Wiglesworth, 1894) — острови Талауд[en];
- L. a. sangirensis (Meyer, AB, 1874) — острови Сангіхе[en];
- L. a. grayi (Wallace, 1865) — північ Сулавесі;
- L. a. porphyrolaema (Wallace, 1865) — центр і південь Сулавесі;
- L. a. auriceps (Gray, GR, 1861) — північні Молуккські острови на схід від Сулавесі;
- L. a. auricapilla (Mees, 1965) — острови Кайоа[en] (на захід від Хальмахери);
- L. a. aspasioides (Gray, GR, 1861) — південні Молуккські острови і острови Ару;
- L. a. proserpina (Wallace, 1863) — острів Буру;
- L. a. chlorolaema (Salvadori, 1874) — острови Кай[en];
- L. a. mariae (Ripley, 1959) — острів Кофіау[en];
- L. a. cochrani (Stresemann & Paludan, 1932) — острови Західного Папуа;
- L. a. aspasia (Lesson, R & Garnot, 1828) — Нова Гвінея, острів Япен і сусідні дрібні острівці;
- L. a. maforensis (Meyer, AB, 1874) — острів Нумфор[en];
- L. a. nigriscapularis (Salvadori, 1876) — острови Міос-Нум[en] і Рані[id];
- L. a. mysorensis (Meyer, AB, 1874) — острови Біак[en] і Схаутен[en];
- L. a. veronica (Mees, 1965) — острів Лікі;
- L. a. cornelia (Salvadori, 1878) — острів Таравай[de];
- L. a. christianae (Tristram, 1889) — острови на південний схід від Нової Гвінеї;
- L. a. caeruleogula (Mees, 1965) — острови Нова Британія і Умбой[en];
- L. a. corinna (Salvadori, 1878) — північ архіпелагу Бісмарка;
- L. a. eichhorni (Rothschild & Hartert, E, 1926) — острови Фені[en].

## Поширення і екологія
Чорні нектаринки мешкають у вологих рівнинних тропічних лісах і чагарникових заростях, в мангрових лісах і садах. Зустрічаються на висоті до 1400 м над рівнем моря.

## Галерея

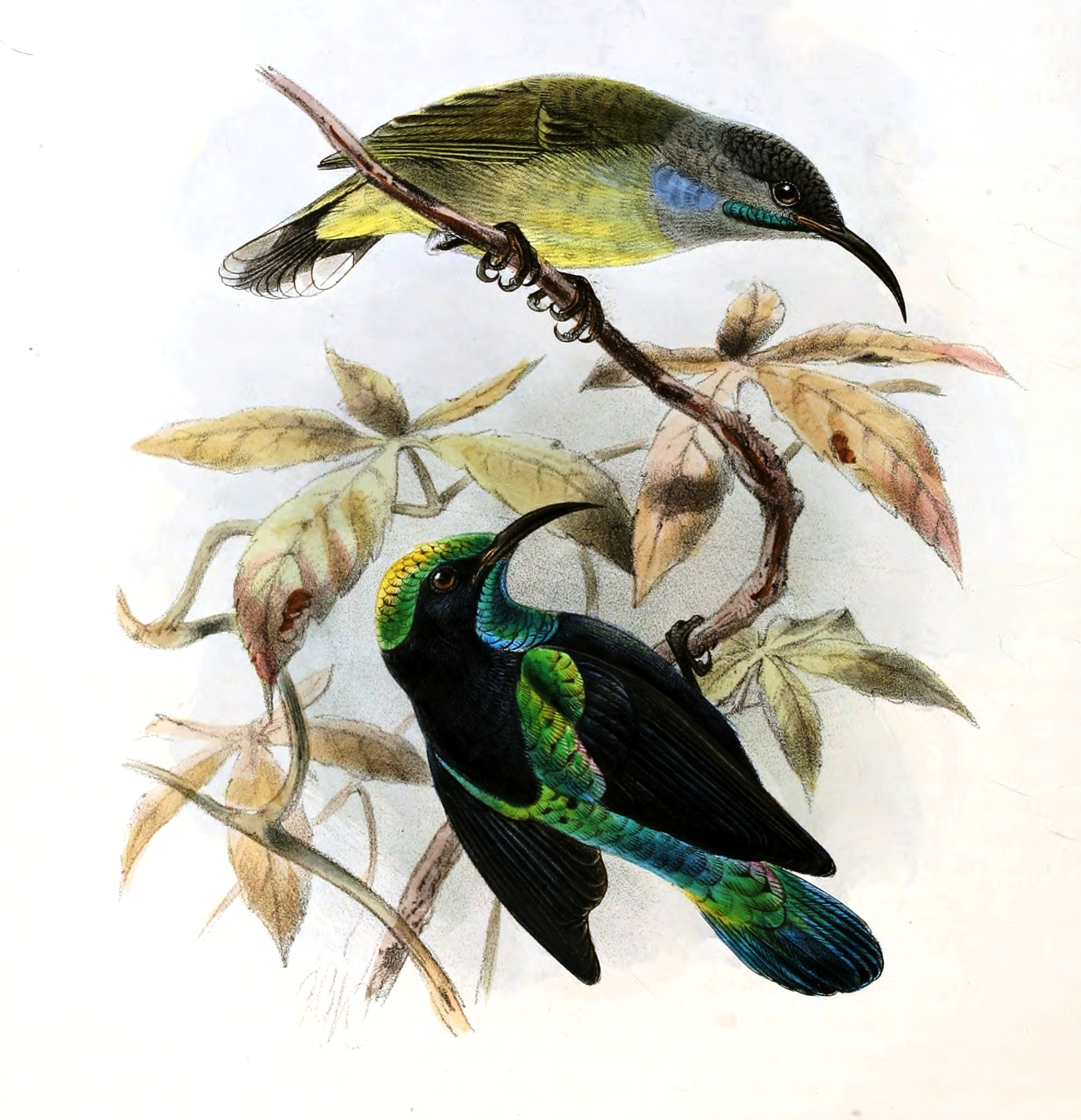
Чорні медовички (підвид L. a. chlorolaema)
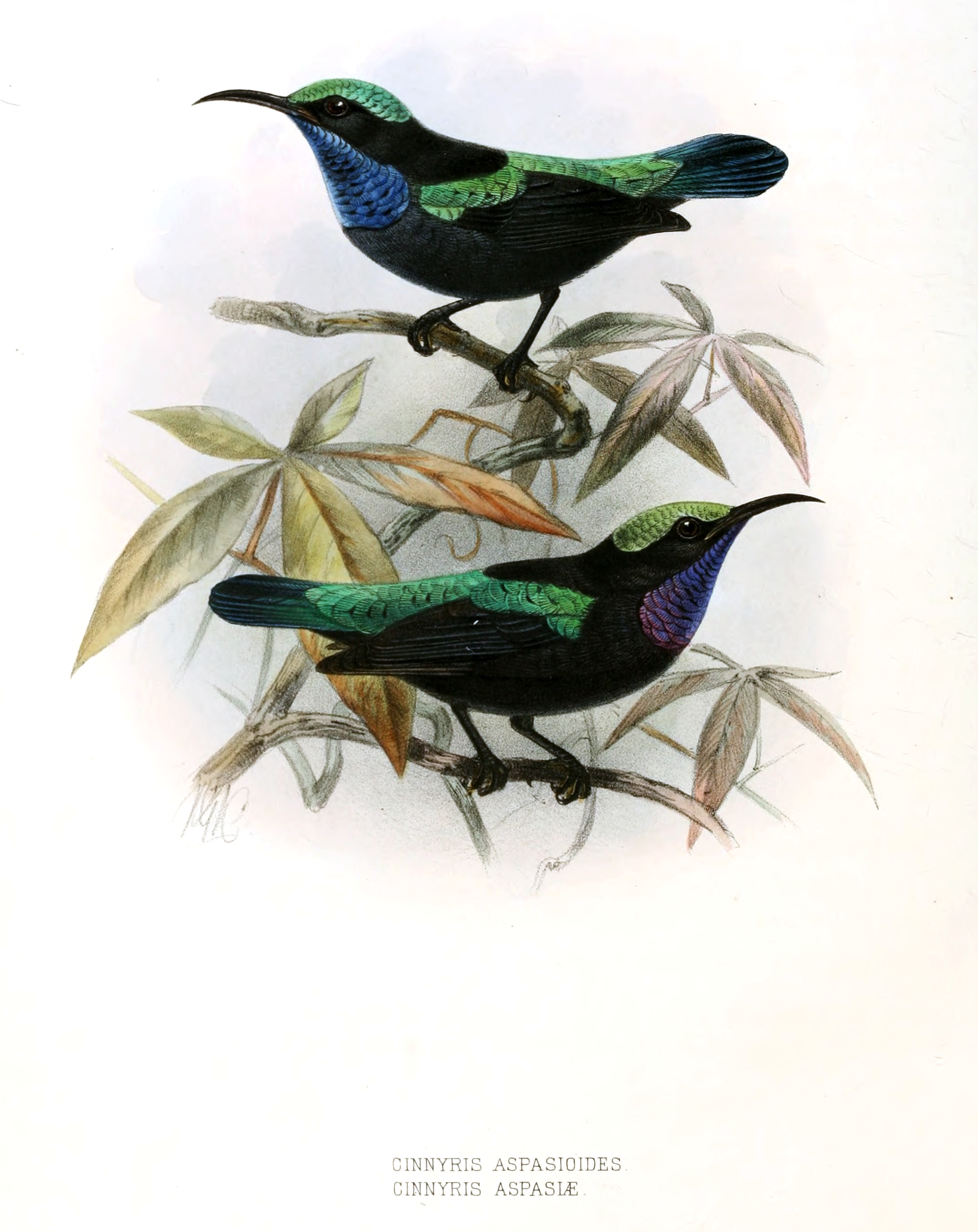
Чорні медовички (підвид L. a. aspasioides)
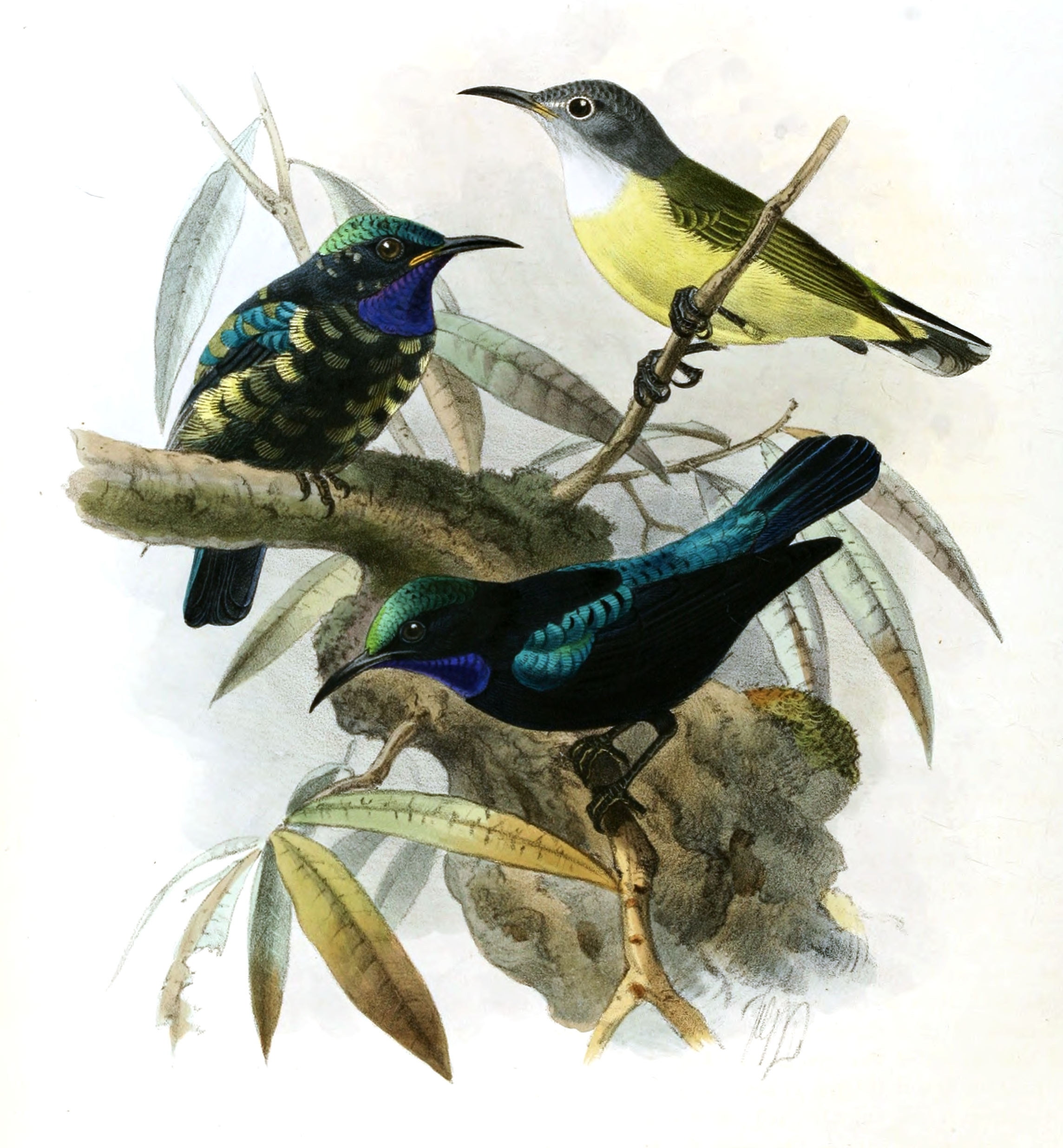
Чорні медовички (підвид  L. a.corinna)
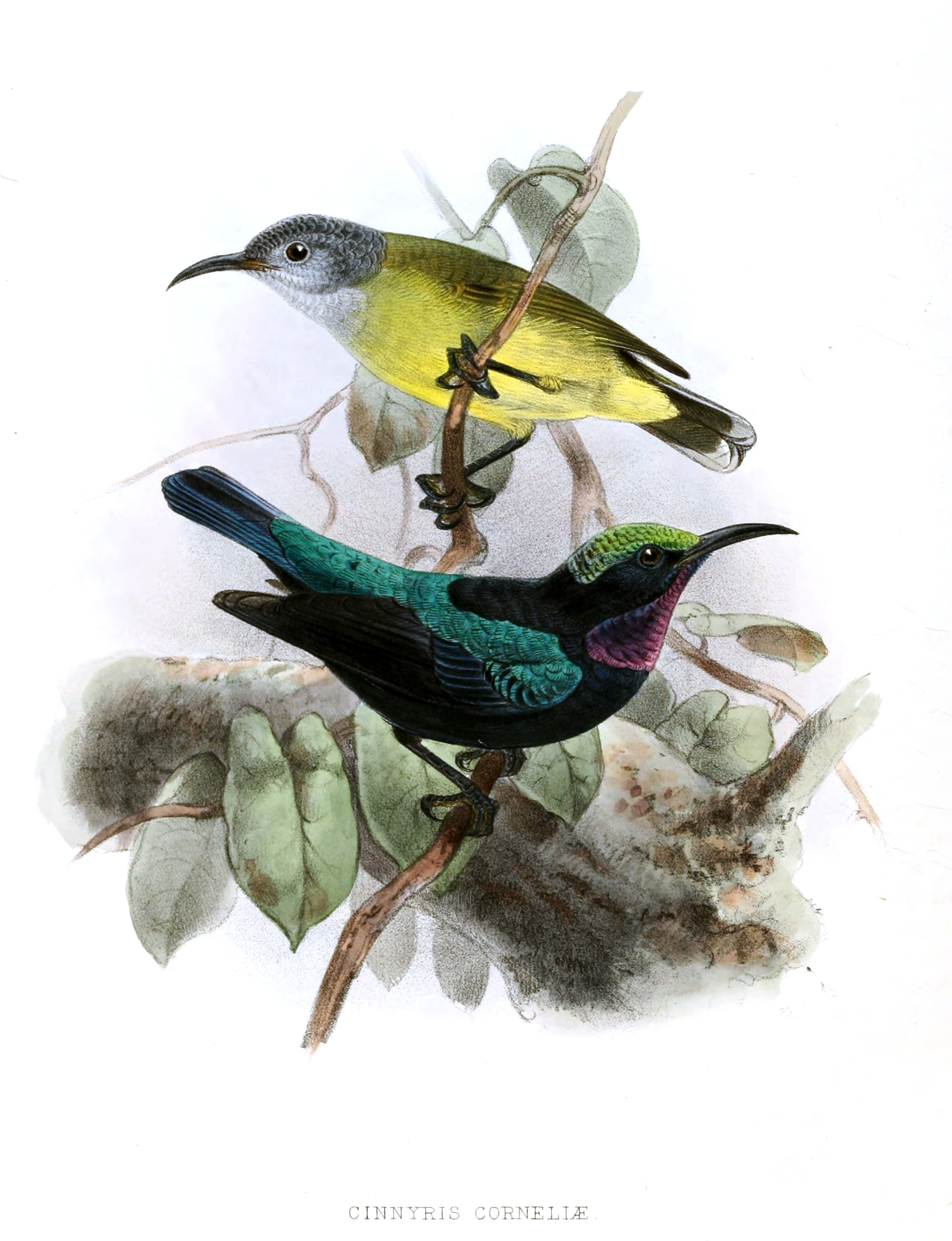
Чорні медовички (підвид L. a.cornelia)
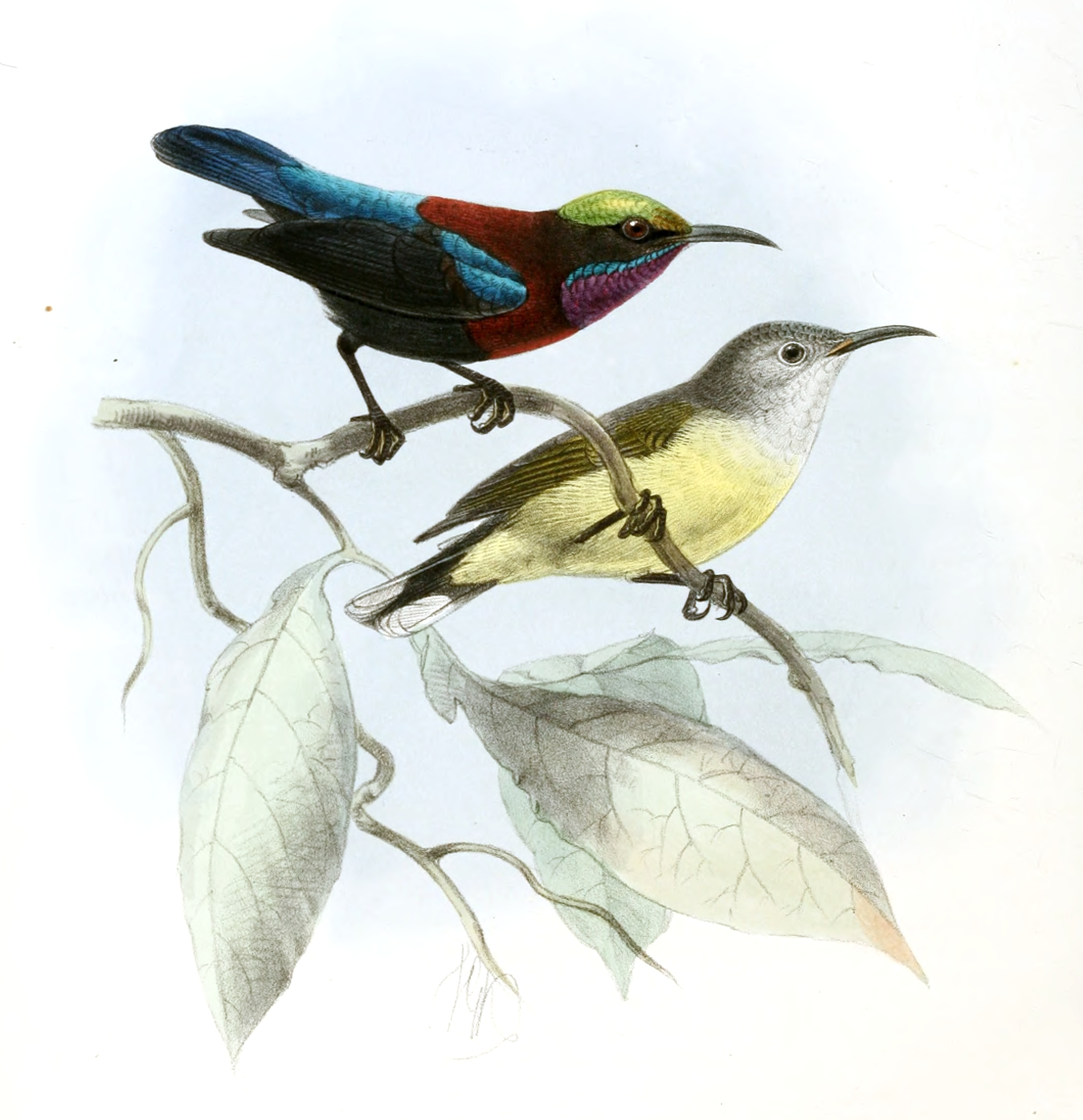
Чорні медовички (підвид L. a.grayi)
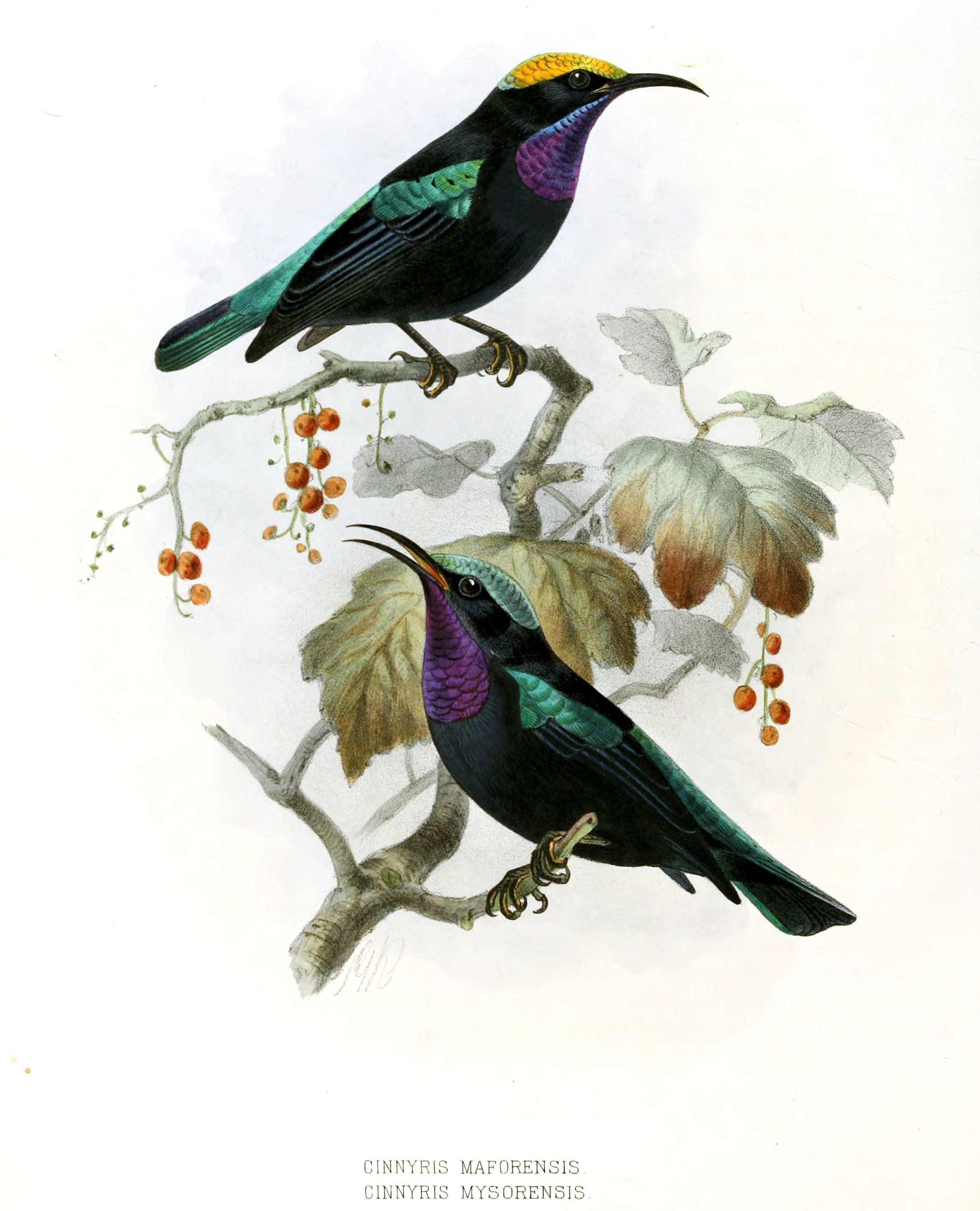
Чорні медовички (підвиди L. a. maforensis і L. a. mysorensis)
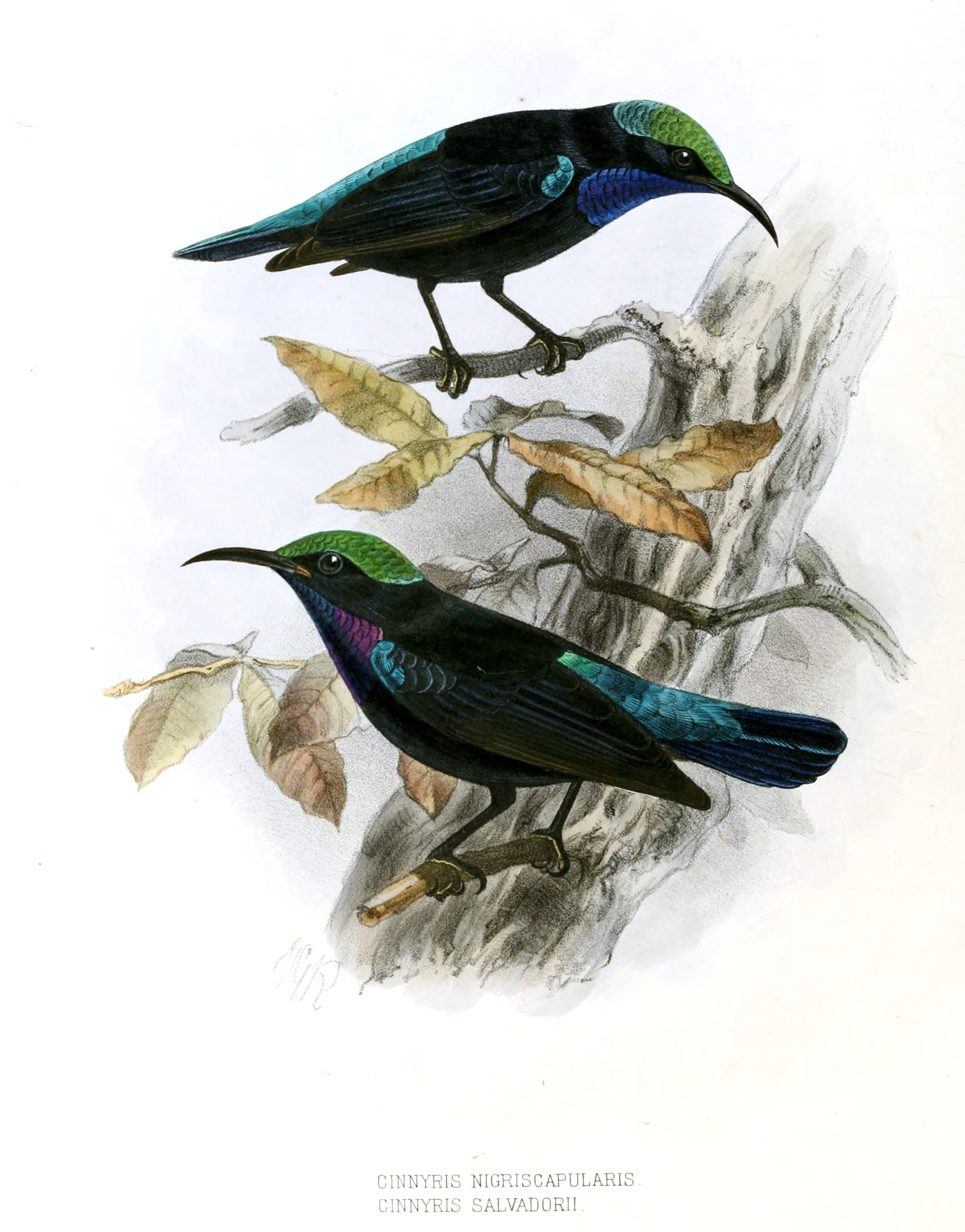
Чорні медовички (підвиди L. a. nigriscapularis і L. a. salvadorii)
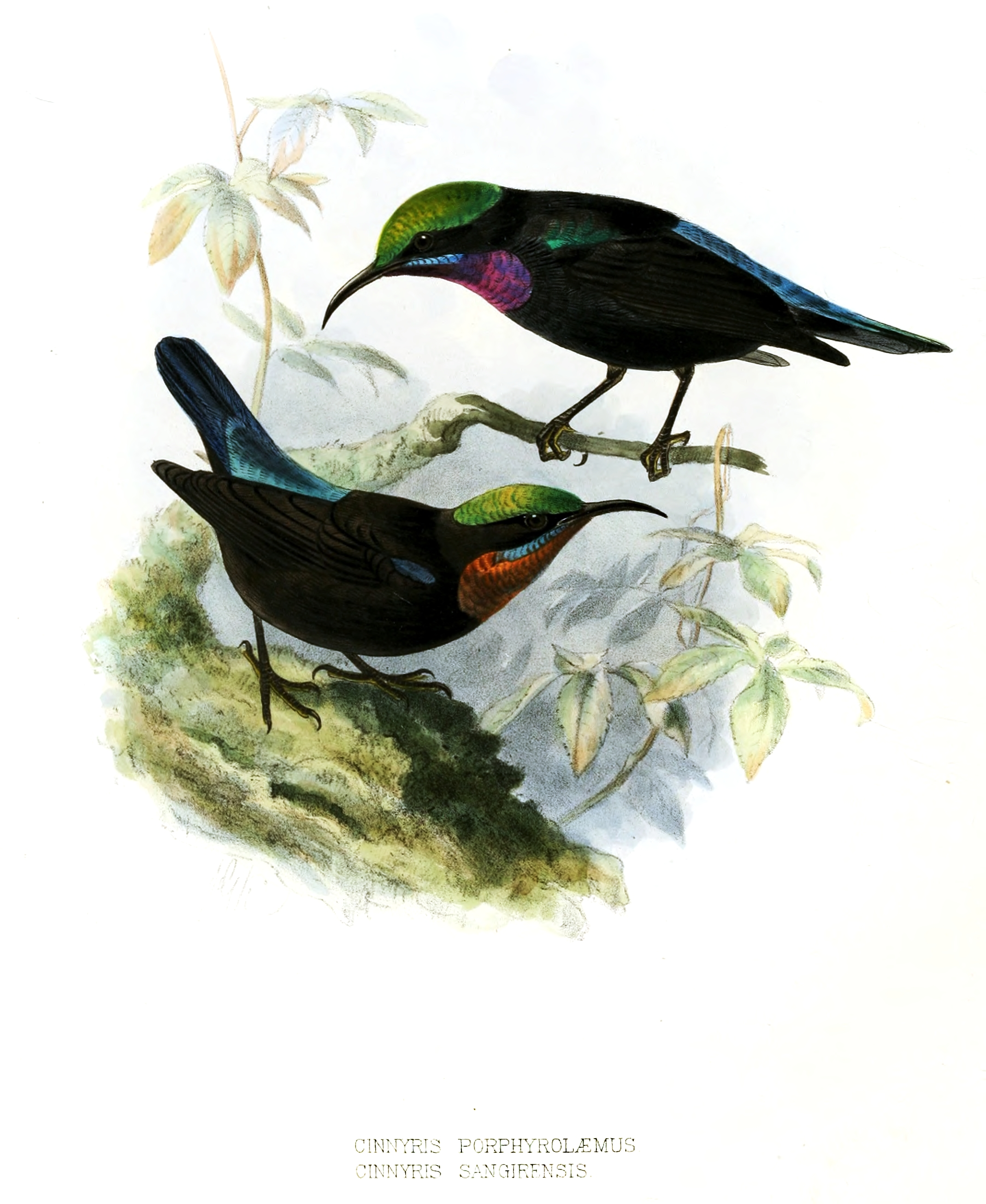
Чорні медовички (підвиди L. a. porphyrolaema і L. a. sangirensis)
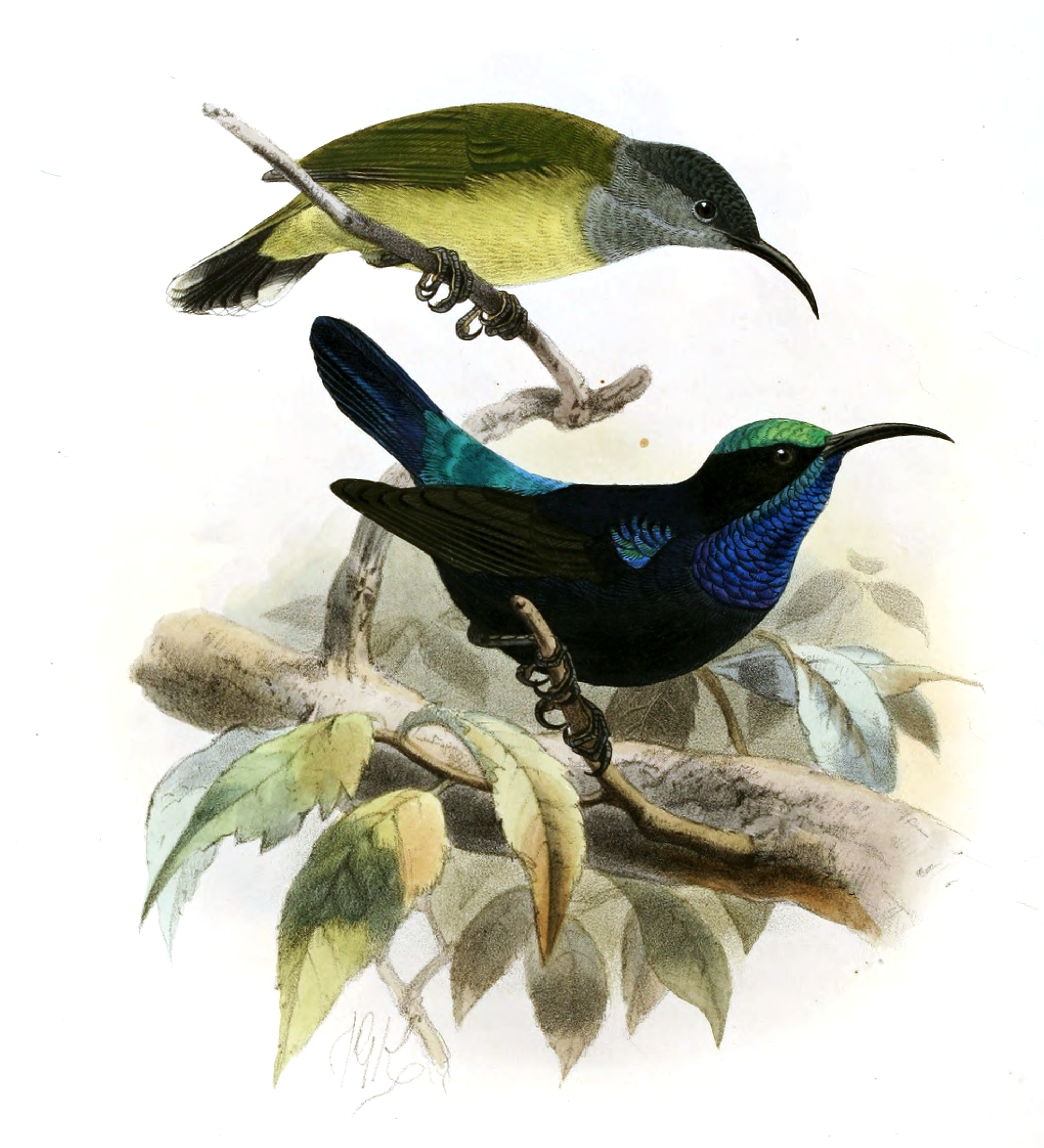
Чорні медовички (підвид L. a. proserpina)